# União dos Lavradores e Trabalhadores Agrícolas do Brasil
União dos Lavradores e Trabalhadores Agrícolas do Brasil, ULTAB, foi criada em 1954 durante a Segunda Conferência Nacional dos Lavradores e Trabalhadores Agrícolas, realizada em São Paulo. As principais reivindicações da união eram o respeito aos direitos civis e trabalhistas, a previdência e o seguro social, e a reforma agrária.
Foi extinta pelo golpe militar de 1964. Em geral a ultab foi criada para organizar o trabalho agricola no brasil.